# Milà-Sanremo 1947
La Milà-Sanremo 1947 fou la 38a edició de la Milà-Sanremo. La cursa es disputà el 19 de març de 1947 i va ser guanyada per l'italià Gino Bartali, que s'imposà en solitari en la meta de Sanremo i d'aquesta manera aconseguia la tercera de les seves quatre victòries en aquesta cursa.
132 ciclistes hi van prendre part, acabant la cursa 39 d'ells.

## Classificació final
|    | Ciclista        | Equip        | Temps      |
| -- | --------------- | ------------ | ---------- |
| 1  | Gino Bartali    | Legnano      | 8h 33' 00" |
| 2  | Ezio Cecchi     | Welter       | + 3' 57"   |
| 3  | Sergio Maggini  | Benotto      | + 9' 00"   |
| 4  | Luciano Maggini | Benotto      | m. t.      |
| 5  | Osvaldo Bailo   | Welter       | m. t.      |
| 6  | Olimpio Bizzi   | Viscontea    | m. t.      |
| 7  | Fiorenzo Magni  | Viscontea    | m. t.      |
| 8  | Vito Ortelli    | Benotto      | m. t.      |
| 9  | Albert Sercu    | Arbos-Talbot | + 15' 00"  |
| 10 | Giordano Cottur | Wilier       | m. t.      |